# NGC 127
NGC 127 — линзовидная галактика морфологического типа S0 в созвездии Рыб на эклиптике. Галактика находится на расстоянии около 188 миллионов световых лет от Млечного Пути и обладает диаметром около 45 тысяч световых лет. Направление движения и лучевая скорость указывают на то, что галактика может принадлежать группе галактик NGC 128. Галактика NGC 127 соединяется приливным хвостом с галактикой NGC 128. Предположительно, именно воздействием NGC 127 объясняется наличие перемычки (бара) в галактике NGC 128.
В той же области неба, что и NGC 127, находятся галактики NGC 125, NGC 126, NGC 128, NGC 130.
Галактику открыл 4 ноября 1850 года ирландский астроном Биндон Блад Стоуни, ассистент Уильяма Парсонса, в тот же день, что и галактики NGC 126 и NGC 130.
Галактика NGC 127 входит в состав группы галактик NGC 128. Помимо NGC 127 в группу также входят ещё 10 галактик.